# Самгородоцька сільська територіальна громада
Самгородоцька сільська громада — територіальна громада в Україні, у Хмільницькому районі Вінницький області. Адміністративний центр село — Самгородок.
12 червня 2020 року Самгородоцька сільська громада утворена у складі Вівсяницької, Воскодавинецької, Дубовомахаринецької, Журбинецької, Збаразької, Зозулинецької, Йосипівської, Миколаївської та Михайлинської сільських рад Козятинського району.

## Населенні пункти
До складу громади входять 20 сіл: Блажіївка, Великий Степ, Вівсяники, Воскодавинці, Дубові Махаринці, Журбинці, Збараж, Зозулинці, Йосипівка, Коритувата, Красне, Лозівка, Лопатин, Малишівка, Миколаївка, Михайлин, Мухувата, Самгородок, Сошанське, Широка Гребля.